# Bahnhof Tychy

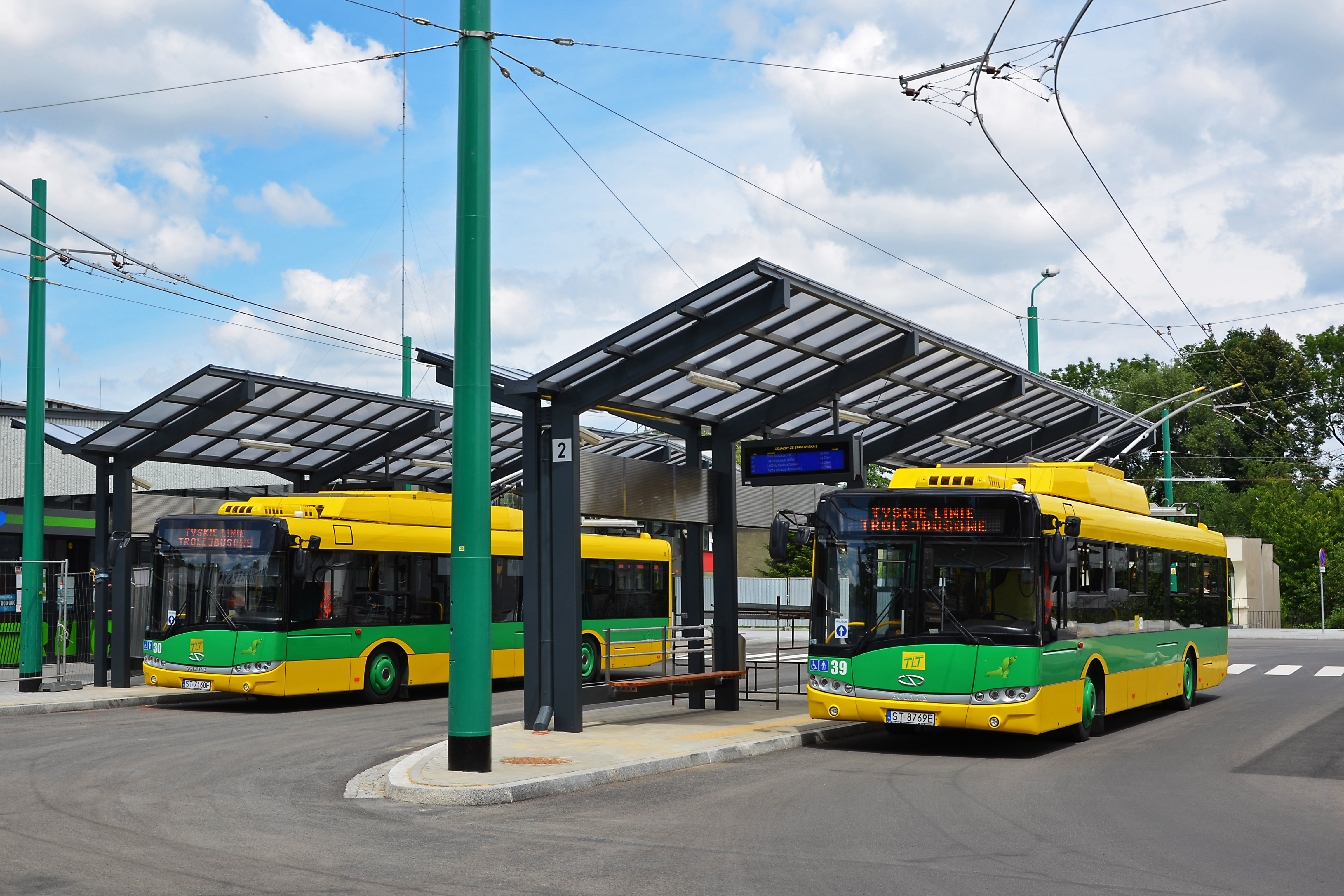
Zwei Oberleitungsbusse am Bahnhof Tychy (links)

Der Bahnhof Tychy ist der größte Bahnhof der oberschlesischen Stadt Tychy (Tichau) in Polen. Der Bahnhof wird auch von Zügen der Szybka Kolej Regionalna (Regionalschnellbahn)  bedient. Der Bahnhof besitzt drei Bahnsteige mit je zwei Gleisen, von denen zwei Bahnsteige überdacht sind. Von dem früher dort vorhandenen Betriebswerk existiert heute nur noch der Wasserturm. Dieser wird zwar nicht mehr genutzt, ist aber in gutem baulichen Zustand. Außer dem Bahnhof sind in Tychy noch fünf weitere Haltepunkte in Betrieb: Tychy Żwaków, Tychy Zachodnie, Tychy Bielska, Tychy Grota-Roweckiego und Tychy Lodowisko.
Folgende Bahngesellschaften benutzen den Bahnhof: Przewozy Regionalne, PKP Intercity und Koleje Śląskie.
Das Empfangsgebäude wurde im Oktober 2010 saniert und ist bis 2039 von der Stadt Tychy gemietet. In das Gebäude zog die Stadtpolizei ein. Geplant ist die Sanierung des Tunnels und der Bahnsteige.
2014 wurde der Bus- und Obusbahnhof umgebaut.
2015 wurde der Bau eines Park&Ride-Platzes beendet.